# 三線道路

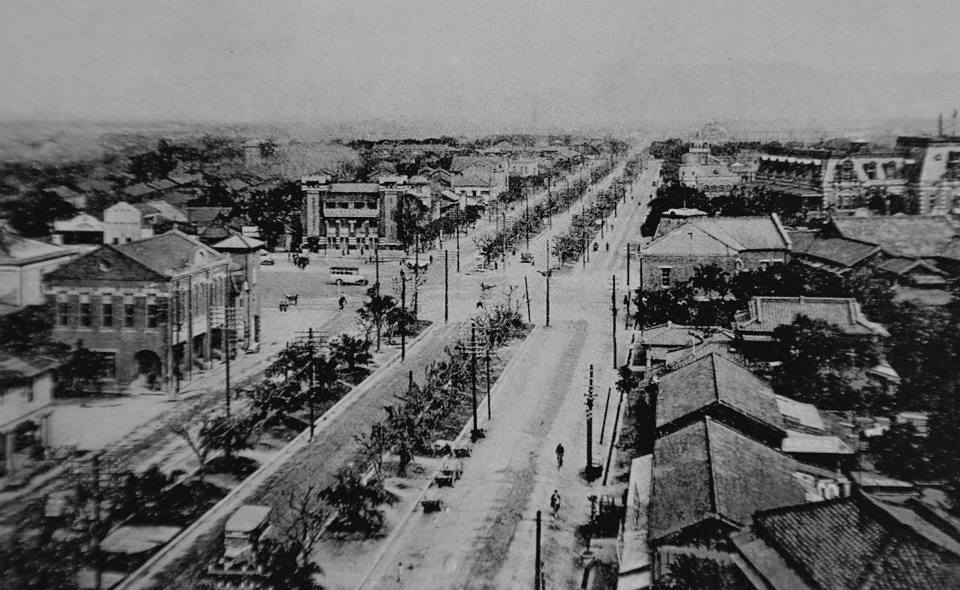
日本統治時代の三線道路（写真は北線（現在の忠孝西路）の台北駅付近）。中央の車道とその両側に歩道をもち、それらは街路樹で仕切られる。

三線道路（さんせんどうろ）は台北市の旧城壁の跡地を利用して作られた道路。日本による台湾統治の時代における台北市区計画で、台北城の城壁を撤去した跡地に作られた。城内を囲む城壁の跡地であることから、かつては城内であった区画の4方を囲む形の4本の道路からなり、東西南北はそれぞれ現在の中山南路（東線）、中華路（西線）、愛国西路（南線）、忠孝西路（北線）の各道路にあたる。ただし、完全に東西南北方向を向いているわけでなく、20度ほどずれている。この傾きは清朝時代の台北城建設の際に風水を考慮した結果と見る説が有力である。
完成年代であるが、資料によって異同があったため併記する。1909年とする片山資料と、1913年とする川本ら資料がある。同じく1913年としている越沢資料では注釈において、複数の原資料に食い違いがあることを認めた上でこの年を「正しいと思われる」としている。前掲の川本ら資料によれば、城壁の撤去は1900年開始、三線道路の建設は1910年に開始し1913年完成という流れになる。この際、西壁に付属していた西門は撤去されてしまったが、その後児玉源太郎と後藤新平の指示により他の門（北門、小南門、南門、東門）は城壁撤去後もランドマークとして残されることとなった。
道路のプランは台湾総督府の技師尾辻国吉の弁を借りればライプツィヒの「散歩道路に範を採りたる」もので、中央の車道とその両側に歩道をもち、それらを街路樹で仕切る形態をとったことから、三線道路とされた。民政長官後藤新平の指示も「パリのシャンゼリーゼ通りのように」という注文であったようで、この「公園道路」という発想は欧州あるいは、すでに官庁集中計画のあった日本本土の影響を受けていると考えられている。当時の道幅は狭いところで45.5メートル（25間）、広いところでは81.8メートル（45間）とも72.7メートル（40間）とも言われる規模であった。城壁を撤去した跡地を環状の公園とする計画案もあったが結局公園の属性ももつ三線道路になったという。
清朝時代の城壁という四角平面を流用し日本が作った三線道路の平面は第二次世界大戦が終結し、日本が去った後も現在にいたるまでそのまま継承されている。ただし中華路に関しては中国から逃げてきた国民党兵が側道にバラックを建ててしまい、その後のスラムクリアランスで中華商場が建設されていた。その後台鉄縦貫線の地下化が行われて線路跡がバス専用道路となり、さらに台北捷運板南線の建設に伴い1992年に中華商場が撤去され、それらの工事が終わった後に三線道路の形で再整備が行われている。